# Tetraclonia brueckneri
Tetraclonia brueckneri är en fjärilsart som beskrevs av Erich Martin Hering 1926. Tetraclonia brueckneri ingår i släktet Tetraclonia och familjen bastardsvärmare. Inga underarter finns listade i Catalogue of Life.